# نقد البهائية
لقد كانت بداية الانتقادات التي تعرضت لها الديانة البهائية من الفرق الأخرى التي انشقت عن البابية وخصوصا اتباع البابية الأزلية التي اسسها صبح أزل (أخو بهاء الله غير الشقيق)، وفي السنوات اللاحقة تعرضت البهائية للانتقاد في بعض أو كل تعاليم الديانة ومبادئها وتاريخها وآثارها، وبشكل خاص من فقهاء المسلمين الذين أجمعوا على كفر اعتناق البابية أو البهائية.

## ادعاء بهاء الله للألوهية
هناك نصوص من كتابات حسين علي نوري (بهاء الله) يتحدث فيها عن صفته البشرية وانه مبعوث من الله، إلا ان هناك نصوصًا أخرى يتكلم فيها على أنه هو الله نفسه، وهذا الأمر يشابه اعتقاد المسيحيين في شخصية يسوع حيث ينسبون له طبيعتين (لاهوت وناسوت). وقد لاقى هذا الأمر انتقادًا شديدًا من قبل المسلمين على وجه الخصوص الذين يرفضون هذا المبدأ وفيما يلي أمثلة على ذلك.

### من الكتاب الأقدس
- وصف نفسه ب«المالك المهيمن القيوم» «يا معشر الملوك، أنتم المماليك قد ظهر المالك بأحسن الطراز، ويدعوكم إلى نفسه المهيمن القيوم  إياكم أن يمنعكم الغرور عن مشرق الظهور أو تحجبكم الدنيا عن فاطر السماء»
- وصف نفسه بـ«مالك الأسماء» «يا ملأ الانشآء اسمعوا ندآء مالك الاسمآء انّه يناديكم من شطر سجنه الاعظم انّه لا اله الاّ انا المقتدر المتكبّر المتسخّر المتعالي العليم الحكيم»

### من الكتاب المبين
- الكتاب المبين ج1 ص 37 «إن الذي خلق العالم لنفسه قد حبس في أخرب الديار»
- الكتاب المبين ج1 ص 177 «أن استمع مايوحي من شطر البلاء علي بقعة المحنة والابتلاء من سدرة القضاء أنه لا إله إلا أنا المسجون الفريد»
- الكتاب المبين ج1 ص 181 «إن الذي خلق العالم منعوه أن ينظر إلي أحد من أحبائه»
- الكتاب المبين ج1 ص 341 «ثم انصره بالبيان كذلك يأمرك الرحمن حين الذي كان بأدي الظالمين مسجونا»
- الكتاب المبين ج1 ص 259 «أن يا عبد ان استمع النداء من شطر عكاء سجن ربك الابهي بأني أنا المظلوم الغريب خلقنا العباد لخدمتي أنهم كفروا بعد الذي كشفنا لهم الوجه بنور مبين»
- الكتاب المبين ج1 ص 168 «قل لك الحمد يا إلهي بما ذكرتني في سجنك الاعظم نفسي لسجنك الفداء يامن بيدك ملكوت القدرة والاقتدار»
- الكتاب المبين ج1 ص 210-211 «قل سبحانك الله يا إلهي لك الحمد بماشرفتني بلقائك و اسمعتني ندائك و أريتني أنوار وجهك في الايام التي كنت فيها مسجونا في أخرب الديار وأسيرا بأدي الفجار»
- الكتاب المبين ج1ص 254 «قل لك الحمد يا إلهي بماشرفتني بلقائك وذكرتني في سجنك اشهد أنك خير الذاكرين»

### من كتاب لئالئ الحكمة
- لئالئ الحكمة المجلد الثالث ص 68 «شهد شعري لجمالي بأني أنا الله لا اله الا أنا قد كنت في أزل القدم الآقدم الها فردا أحدا صمدا حيا باقيا قيوما»

### اتخاذ قبره قبلة الصلاة

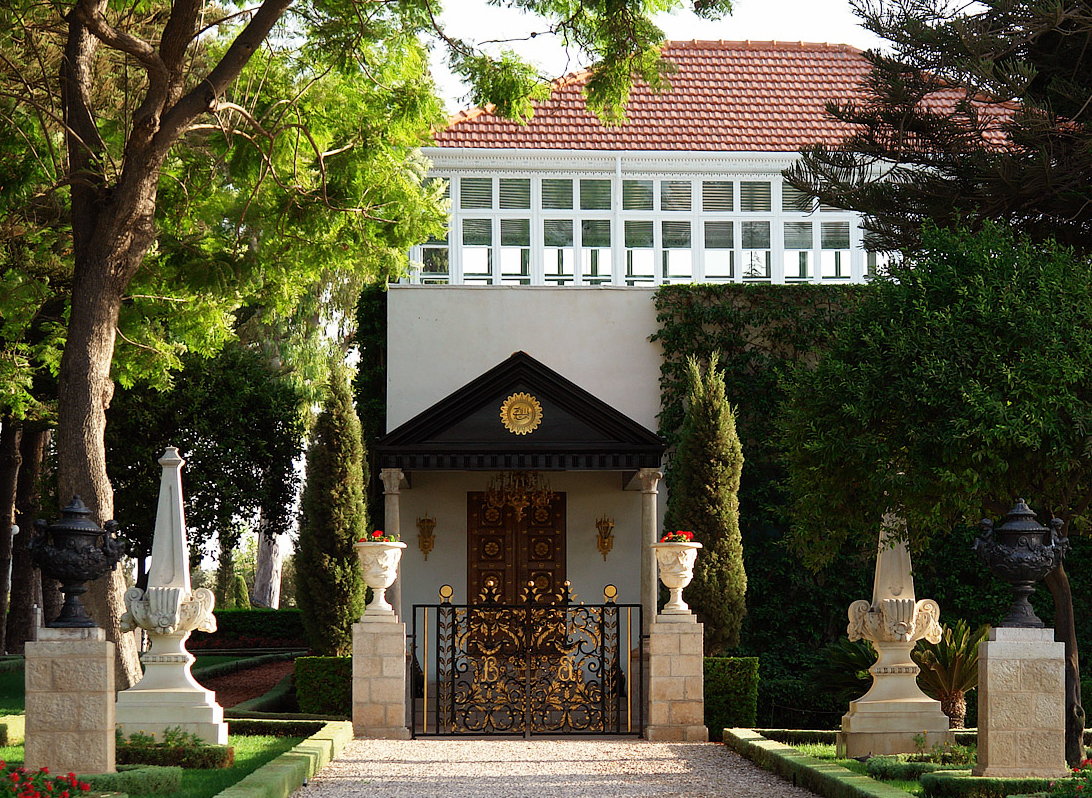
ضريح بهاء الله حيث يتخذه البهائيون قبلة في صلاتهم

ومن الانتقادات التي طالت ديانة البهائية من علماء الإسلام خاصة هو جعل البهاء نفسه قبلة السجود والصلاة، ويرى علماء الإسلام أن هذا دليلاً لإشراكهِ بنفسهِ مع الله أو ادعاء صريح بالألوهية، وقد ورد من النصوص التي تتكلم عن اتجاه القبلة في الصلاة ما يلي:
- في الكتاب الأقدس قوله « يا ملأ البيان اتّقوا الرّحمن ثمّ انظروا ما انزله في مقام اخر قال انّما القبلة من يظهره الله متى ينقلب تنقلب إلى ان يستقرّ كذلك نزّل من لدن مالك القدر اذ اراد ذكر هذا المنظر الاكبر تفكّروا يا قوم ولا تكوننّ من الهآئمين لو تنكرونه باهوآئكم إلى ايّة قبلة تتوجّهون يا معشر الغافلين تفكّروا في هذه الاية ثمّ انصفوا بالله لعلّ تجدون لئالي الاسرار من البحر الّذي تموّج باسمي العزيز المنيع ليس لاحد ان يتمسّك اليوم الاّ بما ظهر في هذا الظّهور هذا حكم الله من قبل ومن بعد وبه زيّن صحف الاوّلين»
- وقوله «وإذا أردتم الصلاة ولوا وجهكم شطرى الأقدس المقام الذي جعله الله مطاف الملأ الأعلى ومقبل أهل مدائن البقاء، ومصدر الأمر لمن في الأرض والسموات»

وقد وصف العلماء هذا بادعاء صريح للألوهية.

## النقد اللغوي
اتفق كثير من علماء اللغة العربية على الخلل اللغوي في كتابات ميرزا حسين علي نوري (بهاء الله) التي ألفها باللغة العربية، وذلك بسبب الأخطاء النحوية الكثيرة التي يقع فيها دائماً وركاكة الأسلوب البلاغي، وقد استدل علماء اللغة على تلك الادعائات من كتاباتهِ وخصوصاً من أشهر كتبه (الكتاب الأقدس).

يقول الباحث الإسلامي إحسان إلهي ظهير عن الكتاب الأقدس 

### الأخطاء النحوية
للأستاذين الدكتور محمد عبد المنعم خفاجي والدكتور عبد العزيز شرف دراسة في الرد على البهائيين في ضوء المنهج اللغوي  وهي كما وردت في كتاب بعنوان: الرد على البهائيين في ضوء المنهج اللغوي فيقولوا:
1. الحبسة اللفظية: حيث يصعب استدعاء الكلمات سواء في القول أو الكتابة، فتكون النتيجة أن يخرج تركيب اللفظ مختلاً.
2. الحبسة الاسمية: ويسيء فيها مريض اللغة استخدام الأسماء، ويعجز عن فهم معنى الكلمات والرموز.
3. الحبسة النحوية: ويعجز فيها مريض اللغة عن ترتيب الكلمات حسب نغمة اللغة وقواعد النحو.
4. الحبسة الدلالية: حيث تغيب دلالات النص عندما تغيب فكرته ومعناه ويضطرب مضمونه.

وقد استدلوا بأمثلة على هذه الادعاءات كما يلي:
- في الفقرة من الكتاب الأقدس التي تقول «اغتمسوا من بحر بياني لعل تطلعون» خطأ لغوي فادح، فإن كلمة “لعل” لا تدخل على الأفعال وإنما على الأسماء والضمائر فكان الأولى أن يقول “لعلكم تطلعون” وليس “لعل تطلعون”
- كثيرا ما يستخدم البهاء لفظة “لعل” على الأفعال مباشرة كما قال في نفس الكتاب «ثم انظروا ما نزل في مقام آخر لعل تدعون ما عندكم مقبلين إلى الله رب العالمين» وفي موضع آخر « لعل الأحرار يطلعن» وغيرها.
- وفي نفس الكتاب «ينبغي لأهل البهاء أن يطعموا فيها أنفسهم وذوي القربي ثم الفقراء والمساكين ويهللن ويكبرن ويسبحن ويمجدن ربهم بالفرح والانبساط» وهذا دليل على الأعجمية الواضحة وعدم إدراك قواعد العربية البتة، حيث بدأ بالتذكير وأنتهى بالتأيث فقال “أن يطعموا” وأنتهى بقول “يهللن ويكبرن ويسبحن..” فلماذا استخدم نون النسوة، وكذلك في «إنا أمرناكم حدودات النفس»

ويسأل الباحثان في هذا الموضع 
| ” | لماذا جمع جمعاً مؤنثاًَ مع أنه جمع تكسير؟! خطأ في العربية التي لا تقبل أن تكون الكلمة جمعاً وهي في الأصل أي (حدود) ثم ما هي حدودات النفس؟! الإجابة هي أخطاء في اللغة والتعبير. | “ |

- صرح الكاتبين أن «في كتاب لئالئ الحكمة مايربو على الألف خطئ نحوي بالثلاث مجلدات إضافة إلى الركاكة منقطعة النظير» وقد استدلوا على الآتي:
  - مجلد لئالئ الحكمة المجلد الأول صفحة 19 «أي رب إن المشركون ما عرفوا جوهر ذاتك …إذا انت يا محبوبي خذهم بعذابك الشديدة… إنك انت السميع المستجاب» فالمفترض ان اسم «إن» منصوبا فمن الأولى أن يقول «إن المشركين» وليس «المشركون»
  - في الصفحة 26 «أن يااسم الله اسمع نغمات الروح ولا تلتفت إلى الذين كفروا بالله وآياته وكانوا في الأمر شقيا» ثم يقول بعدها «إذا يا قوم فاستحيوا عن الله الذي خلقكم بأمر من عنده ثم توبوا إليه بما فرطتم في جنبه وهذا جنب الله إن أنتم به عليم(…) ثم انصروه بما كنتم مستطيعا عليه وإنه لينصر أحبائه كيف يشاء» وهذه صورة من ادخاله «لعل» على الأفعال.
- في سورة اللوح يقول (آثار القلم الاعلي ج4 ص 468) «” قم عن مقامك ثم ضع هذا اللوح علي رأسك ثم ول وجهك شطر وكن من المستغفرين. فاستغفر ربك تسعة مرة ثم تب إليه وكن من الراجعين…ثم اقرأ تسعة مرة شهد الله أنه لا إله إلا هو وأن علي قبل نبيل لسلطانه ثم بهائه بين السموات والارضين ثم قل تسعة مرة شهد الله أنه لا إله إلا هو وأن ومنزل البيان هو نفسه وبهائه وكل خلق بأمره وكل عنده في لوح حفيظ ثم قل تسعة مرة شهد الله  أنه لا إله إلا هو وأن الذي ظهر في الستين هو أمره وبهائه ثم عزه وكبريائه بين الخلائق أجمعين ثم قل تسعة مرة شهد الله أنه لا إله إلا هو وأن طلعة الاعلى لبهائه وذاته الذي جعله الله مقدسا عن ذكر دونه وأرسله بالحق وجعله حجة للعالمين» وهذا يبين شدة أعجميته وانه لا يحسن التمييز العددي.

### ركاكة الاسلوب البلاغي
يوجد بعض الانتقادات المطروحة من قبل علماء المسلمين، فمثلا تفنيد الاستاذ عاطف عبد الغني في كتاب وثائق واعترافات البهائيين بالنسبة للكتاب الاقدس في ركاكة الأسلوب وضعف المحتوى، مما يستدل (من وجهة نظره) انه لا يعقل ان يكون كتاب من عند الله، فيفند الأستاذ عاطف الفقرات الآتية من الكتاب الأقدس:
| ” | إنا ما دخلنا المدارس، وما طالعنا المباحث، اسمعوا ما يدعوكم به هذا الأمي إلى الله الأبدي، إنه خير لكم مما كنز في الأرض لو أنتم تفقهون | “ |

يقول الاستاذ عاطف: (ذلك قول يخالف الحقيقة التي أجمع عليها المؤرخون من أنه تعلم القراءة والكتابة، ودَرَس كتب الصوفية وخالطهم، وكذلك دراسته لعقيدة الشيعة الإمامية وكذلك اليهودية والمسيحية والزرادشتية والكونفوشيوسية) 
| ” | ينبغي اليوم لمن شرب رحيق الحيوان من يد ألطاف ربه الرحمن أن يكون فياضاً كالشريان في جسد الإمكان | “ |

يقول الاستاذ عاطف: (فما هو رحيق الحيوان؟ وما هو جسد الأمكان؟!) 
| ” | ليس لأحد أن يعترض على الذين يحكمون العباد دعوا لهم ما عندهم، وتوجهوا إلى القلوب | “ |

يقول الاستاذ عاطف: (تلك دعوة للاستسلام، وعدم دفع الظالمين عن ظلمهم، وجعل البشر في وضع الحيوان الذي يستسلم لصاحبه مع فارق أن الحيوان حينما يضرب يحاول التعبير عن نفسه بالنفور والدفاع، لكن الإنسان في ذلك الوضع ليس له الحق في ذلك، وهو أمر يشجع على الاستمرار في أفعالهم الظالمة) 
| ” | قد حرمت عليكم أزواج آبائكم، إنا نستحيي أن نذكر حكم الغلمان، اتقوا الرحمن، ولا ترتكبوا ما نهيتم عنه في اللوح | “ |

يقول الاستاذ عاطف: (من الغريب حقاً أن يستحي الله من ذكر حكم يسير عليه عباده؛ فالله لا يستحيي من الحق، فلا يعقل أن يترك الله أمراً هاماً هكذا دون أن يبينه للناس) 
| ” | أدخلوا ماءً بكرا، والمستعمل منه لا يجوز الدخول فيه. إياكم أن تقربوا خزائن حمامات العجم. من قصدها وجد رائحتها النتنة قبل وروده فيها. تجنبوا يا قوم ولا تكونوا من الصاغرين. إنه يشبه بالصديد والغسلين إن أنتم من العارفين، وكذلك حياضهم النتنة اتركوها وكونوا من المقدسين | “ |

يقول الاستاذ عاطف: (معلوم بالضرورة وتقرر لواقع بديهي يعرفه الجاهل والعالم. وقواعد النظافة التفصيلية من شأن العقل البشري، وليس من شأن الوحي الإلهي. فالوحي الإلهي يأتي بدساتير عامة، وأنظمة جامعة ومثل إنسانية. أما التفصيلات وأمور الدنيا الفرعية فمتروكة لإفهام البشر والوحي الإلهي أجّل من أن يحتوي على مثل هذه الأمور، بوسع طبيب أن يدل الناس عليها بكلمات أوضح، وقواعد أضبط، وتعليمات أدق مع بيان الأسباب وشرح العلل وأصول الوقاية مشفوعة بالصور العلمية والتجارب المختبرية.) 

## انتقاد التشريع
تحدث الاستاذ هاني طاهر في أحد البرامج التلفزيونية عن الاحكام التشريعية في الكتاب الأقدس ووصفها بـ(التخاريف) وضرب بعض الامثله وهي:

قول البهاء في الأقدس 
| ” | من احرق بيتاً متعمّداً فاحرقوه ومن قتل نفساً عامداً فاقتلوه خذوا سنن الله بايادي القدرة والاقتدار ثمّ اتركوا سنن الجاهلين. وان تحكموا لهما حبساً ابديّاً لا بأس عليكم في الكتاب انّه لهو الحاكم على ما يريد. | “ |

يقول الاستاذ هاني (لا يوجد حكم الحرق ابدا في الإسلام -ولا يعذب بالنار الا رب النار- فممكن ان يُعاقب هذا الجاني «على حسب الخسائر الذي سببها هذا الحارق» وليس بحرقه)
ثم يعقب الاستاذ هاني على هذه الفقرة فيقول (ان البهاء يقصد في«اتركوا سنن الجاهلين» سنن المسلمين، لأن في الإسلام القاتل العمد يمكن لولي القتيل ان يعفو عنه أو يأخذ الدية بدل من قتله أو يقتل - ثم ان البهاء راجع نفسه مرة أخرى في قوله «وان تحكموا لهما حبساً ابديّاً لا بأس عليكم في الكتاب» فأي عقل يصدق هذا؟ والفرق كبير بين الحكمين القتل والحبس)

ثم تطرق إلى فقرة أخرى في الاقدس 
| ” | لا يحقّق الصّهار الاّ بالامهار قد قدّر للمدن تسعة عشر مثقالاً من الذّهب الابريز وللقرى من الفضّة.... | “ |

يقول الاستاذ هاني (هذا حكم طبقي ويفسد المجتمعات وهو التفريق بين أهل المدن وأهل القرى فالفرق كبير جدا بين قيمة الذهب والفضة، فهل يمكن ان يُصدق ان يكون مهر أهل المدن أكثر من أهل القرى حوالي 12 ضعف؟)

ثم تطرق إلى الفقرة الأخرى في الاقدس 
| ” | لا يحقّق الصّهار الاّ بالامهار قد قدّر للمدن تسعة عشر مثقالاً من الذّهب الابريز وللقرى من الفضّة.... | “ |

يقول الاستاذ هاني (هذا حكم طبقي ويفسد المجتمعات وهو التفريق بين أهل المدن وأهل القرى، فهل يمكن ان يُصدق ان يكون مهر أهل المدن أكثر من أهل القرى حوالي 12 ضعف؟ فهل يكون مهر المرأة من الدينة حوالي 10 أو 12 ضعف المراة من أهل القرية؟ فهذا شيء استفزازي ومهين لكل القرى في العالم ولا يُمكن ان يُقبل- ثم ما القول في أهل المخيمات والبدو؟ هل يكون تسعة عشر مثقالا من النحاس مثلا؟)

وفي الفقرة 
| ” | وجعلنا الدّار المسكونة والالبسة المخصوصة للذّرّيّة من الذّكران دون الاناث والورّاث.... | “ |

يقول الاستاذ هاني (المشكلة ان البهائيون يقولون المساواة بين الرجل والمرأة-ففي تلك الفقرة شطب الإناث بشكل واضح من ميراث الدار المسكونة -ولكن عبد البهاء شطب الاولاد وجعلها للابن الأكبر فقط،)

وفي الفقرة 
| ” | قد حكم الله لمن استطاع منكم حجّ البيت دون النّسآء عفا الله عنهنّ رحمة من عنده انّه لهو المعطي الوهّاب | “ |

يقول الاستاذ هاني (وهذا أيضا من اشكال تمييز الرجال على النساء- ثم ان العبادة ليست عقوبة حتى يقول «عفا الله عنهنّ رحمة من عنده» فالعبادة ليتقرب العبد إلى الله وليرتفع في الروحانيات وليست عقوبة حتى يعفو البهاء عنها)
ثم عقب الاستاذ هاني على عدم حمل السلاح في البهائية فيقول (ان البهائيون يقولون ان من حسنات هذا الدين عدم حمل السلاح- ونحن نتسائل لماذا عدم حمل السلاح؟ مثلا هناك انسان مهدد فممكن الشرطة نفسها تسلحه حتى يدافع عن نفسه -فالدفاع دائما مطلوب فهذا امر فيه سلبية)

## انتقاد التعاليم البهائية

### وحدة الأديان
تنص تعاليم البهائية على أن جميع الأديان صحيحة وأنه ليس هناك سوى دين واحد والذي يتم كشفه تدريجيا من الله للبشرية من خلال الأنبياء والرسل، وفي الوقت نفسه، فإنه لا جدال في أن هناك اختلافات كثيرة بين مختلف الديانات.

### المساواة بين الجنسين
ويؤكد البهائيون أن المساواة بين الجنسين حقيقة واقعة لا يمكن الجدل عنها في حالة الإنسان. بعض النقاد يعارضون الفكرة نفسها، في حين يعارض آخرون أن تعاليم معينة يبدو أنها تضر بالمبدأ، من خلال تفضيل جنس واحد أو الآخر في التعليم والميراث والعضوية في بيت العدل البهائي.

### انسجام العلم والدين
إن الانسجام بين العلم والدين هو من المبادئ البهائية الهامة. وقد جاء النقد من جانبي السؤال: من أولئك الذين يشددون على أولوية الوحي الكتابي، وكذلك أولئك الذين يعتبرون بعض التصريحات التي صدرت من مؤسسي الديانة «غير علمية».

## انتقادات تاريخية

### تعدد زوجات بهاء الله
على الرغم أن التشريع البهائي يحظر على البهائيين تعدد الزوجات، إلا أن بهاء الله نفسه كان له ثلاث زوجات متزامنة، كما أن نص الكتاب الأقدس أباح للرجل الزواج من إثنتين.

### تحريم الرق والعبيد
ألغى بهاء الله بين اتباعه بشكل خاص تجارة العبيد في عام 1874، إلا أن بهاء الله والباب كانا يمتلكان الكثير من العبيد.

### الانشعاب عن البابية
البهائية تعرف نفسها على كونها تحقيق الديانة البابية، وقد رافق انقسامهما الذي بدأ في 1863 العديد من الصراعات وجرائم القتل.

### الانقسامات والطوائف
على الرغم من أن غالبية البهائيون يؤكدون على وحدة دينهم وعدم تعرضه للتفكك والانقسام، إلا ان الديانة البهائية واجهت تحديات عديدة في القيادة أدت إلى تشكيل عدة فصائل منشقة (عباسيون - موحدون - أورثوذكس - ريكس كينغ...الخ).

## الخلاف مع طوائف البابية الأخرى

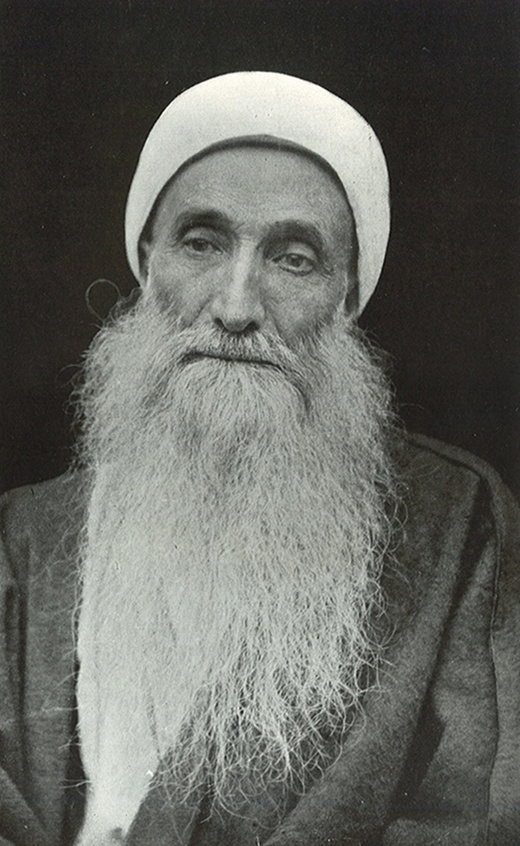
صبح أزل مؤسس فرقة البابية الأزلية والأخ غير الشقيق لبهاء الله، يعد صبح أزل أول من انتقد البهائية وبهاء الله

### خلفية
بعد إعدام الباب مؤسس الديانة البابية، ادعى 25 رجل من اتباعها انه من يظهره الله وانه الموعود الذي بشر به الباب، وقد كانت وصية الباب أن يخلفه من بعده الميرزا يحيى صبح أزل، حيث جاء في مقدمة كتاب وصيته ما يلي: 
حدث الخلاف بعد ذلك بين صبح أزل وأخيه حسين علي نوري (بهاء الله) والآخرين الذين أدعوا انهم من يظهره الله على زعامة البابية وقد فسر بهاء الله واتباعه وصية الباب بالبابية إلى يحيى صبح الأزل بأنها خطة لتحويل أنظار الناس عن بهاء الله لخوفهم عليه في ذلك الوقت، وقد انقسمت البابية في هذا الوقت لعدة فرق على حسب كل من أدعى انه من أظهره الله بعد الباب، وأشهر تلك الفرق هي البابية الأزلية أتباع يحيى صبح أزل، والبهائية أتباع حسين علي بهاء الله، والأسدية أتباع ميرزا أسد الله خويي، وكذلك البابيون الخلص الذين لم يتبعوا أي من الذين أدعوا أنهم أظهرهم الله.
ولما اشتد الخلاف بين صبح أزل وبهاء الله أبعدتهم الحكومة العثمانية إلى مدينة أدرنة التركية. واثناء تلك الفترة حدث نزاع كبير بين كلا الطرفين (الأزليين والبهائيين) فادعى البهائيون ان صبح ازل وراء العديد من الاغتيالات لأعدائه.بالإضافة إلى الادعاء ان صبح ازل حاول دس السم لأخيه بهاء الله. ومن الجانب الآخر قالت بعض المصادر البابية الأزلية بنفس الادعائات التي قالها عنهم اتباع البهاء ونسبوها لبهاء الله وان البهاء حاول دس السم لاخيه غير الشقيق صبح ازل.
وكان نتيجة ذلك الصراع ان قامت السلطات العثمانية بنفي كلا الحزبين بعيدا عن بعضهما (نظرا لتكوينهم الفتن في المجتمع). ففي عام 1869 قامت السلطات العثمانية بنفي الأزليين إلى فاماغوستا بقبرص ونفت البهائيين إلى عكا بفلسطين.

### انتقاد صبح أزل لأخيه بهاء الله
ظل صبح ازل يواصل بث الدعاية ضد البهائية بكل وسيلة وهو في منفاه في جزيرة فاماغوستا بقبرص، وألف المؤلفات الكثيرة في بيان كذب البهاء ونشر الدعايات ضده، إلى أن مات في سنة 1912م عن اثنين وثمانين سنة.

من انتقادات صبح أزل لأخيه ما قاله في أحد كتبه 
 حيث أن الإثم والعجل المقصود بهما بهاء الله.

## رأي علماء المسلمين في البهائية
يتفق كل علماء المسلمين على ان البهائية ليست فرقة أو مذهبا من الإسلام. وقررت المحكمة الشرعية العليا في مصر سنة 1925م أن الدين البهائي دين مستقل عن الدين الإسلامي. وينظر كثير من المسلمين لمتبعيه على أنهم كفار خارجون عن الملة وذلك لأن البهائيين يعتقدون بأن مؤسس البهائية هو رسول موحى له جاء بعد رسالة الإسلام. فالمسلمون يؤمنون كما يؤمن العديد من أتباع الشرائع الأخرى كالمسيحيين واليهود، بأن رسالتهم هي آخر الرسالات السماوية.

### فتوى مجمع الفقه الإسلامي
تم توجيه سؤال لمجمع الفقه الإسلامي حول حكم البهائية والانتماء إليها، وكانت الإجابة كالآتي.
| ” | الحمد لله وحده والصلاة والسلام على من لا نبيّ بعده وبعد: فقد استعرض بمجلس المجمع الفقهي نحلة البهائية التي ظهرت في بلاد فارس ( إيران ) في النصف الثاني من القرن الماضي، ويدين بها فئة من الناس منتشرون في البلاد الإسلامية والأجنبية إلى اليوم. ونظر المجلس فيما كتبه ونشره كثير من العلماء والكتّاب وغيرهم من المطلعين على حقيقة هذه النَّحلة ونشاتها ودعوتها وكتبها، وسيرة مؤسسها المدعو ميرزا حسين علي المازندراي، المولود في 20 من المحرم 1233 - 12 من تشرين الثاني / نوفمبر 1817 م، وسلوك أتباعه ثم خليفته ابنه عباس أفندي المسمى عبدالبهاء، وتشكيلاتهم الدينية التي تنظم أعمال هذه الفئة ونشاطها. وبعد المداولة واطلاع المجلس على الكثير من المصادر الثابتة، والتي يعرضها بعضُ كتب البهائيين أنفسهم تبين لمجلس المجمع ما يلي: إن البهائية دين جديد مختَرع، قام على أساس البابية التي هي أيضا دين جديد مخترع ابتدعه المسمى باسم ( علي محمد ) المولود في أول المحرم 1235 هـ. من تشرين الأول / أكتوبر 1819 م في مدينة شيراز. وقد اتجه في أول أمره اتجاهاً صوفيّا فلسفيّاً، على طريقة الشيخية التي ابتدعها شيخه الضال كاظم الرشتي خليفة المدعو أحمد زين الدين الأحسائي، زعيم طريقة الشيخة الذي زعم أن جسمه كجسم الملائكة نوراني، وانتحل سَفسطات وخُرافات أخرى باطلة. وقد قال علي محمد بقولة شيخه هذه، ثم انقطع عنه، وبعد فترة ظهر للناس بمظهر جديد أنه هو علي بن أبي طالب الذي يروي فيه عن الرسول صلى الله عليه وسلم، أنه قال: "أنا مدينة العلم وعليَّ بابها". ومن ثم سمى نفسه " الباب " ثم ادعى أنه الباب للمهدي المنتظر، ثم قال أنه المهدي نفسه، ثم في أخريات أيامه ادعي الألوهية وسمى نفسه الأعلى. فلما نشأ ميرزا حسين علي المازندراني ( المسمي بالبهاء ) المذكور، وهو معاصر للباب اتبع الباب في دعوته، وبعد أن حوكم وقتل بكفره وفتنته، أعلن ميرزا حسين علي أنه موصَى له في الباب برئاسة البابيين. وهكذا صار رئيساً عليهم وسمى نفسه ( بهاء الدين ). ثم تطورت به الحال حتى أعلن ( أن جميع الديانات جاءت مقدمات لظهوره، وأنها ناقصة لا يكملها إلا دينه، وأنه هو المتصف بصفات الله، وهو مصدر أفعال الله وأن اسم الله الأعظم هو اسم له، وأنه هو المعني برب العالمين، وكما نسخ الأديان التي سبقته تنسخ البهائية الإسلام )، وقد قام "الباب" وأتباعه بتأويلات لآيات القرآن العظيم غاية في الغرابة والباطنية بتنزيلها على ما يوافق دعوته الخبيثة. وأن له السلطة في تغيير أحكام الشرائع الإلهية، وأتى بعبادات مبتدعة يعبده بها أتباعه. وقد تبين للمجمع الفقهي بشهادة النصوص الثابتة عن عقيدة البهائيين التمهيدية للإسلام ولاسيما قيامها على أساس الوثنية البشرية، في دعوى ألوهية البهائية وسطلته في تغيير شريعة الإسلام. يقرر المجمع الفقهي بإجماع الآراء خروج البهائية والبابية عن شريعة الإسلام واعتبارها حرباً عليه، وكفر أتباعهما كفراً بواحاً لا تأويل فيه، وأن المجمع ليحذر المسلمين في جميع بقاع الأرض من هذه الفئة المجرمة الكافرة، ويهيب بهم أن يقاوموها، ويأخذوا حِذرهم منها، لاسيما أنها قد ثبت مساندة الدول الاستعمارية لها لتمزيق الإسلام والمسلمين.. والله الموفق المجمع الفقهي الإسلامي | “ |

## روابط خارجية
- البهاء والبهائية - شبكة الألوكة - للشيخ: عبد الرحمن الوكيل
- دين البهائية وشريعتها - شبكة الألوكة - للشيخ: عبد الرحمن الوكيل